# Denis Thiriat
Denis Thiriat, né le 5 octobre 1913 à Verneuil-sur-Avre (Eure) et mort le 9 octobre 1998 à Pont-Audemer (Eure) est un résistant français et Compagnon de la Libération.

## Biographie

### Jeunesse et engagement
Denis Joseph Thiriat est né le 5 octobre 1913 à Verneuil-sur-Avre dans l'Eure. Après le certificat d'études, il devient ouvrier boulanger.
Engagé volontaire dans l'armée en 1932, il sert dans l'Infanterie coloniale, au 2e régiment d'infanterie coloniale (2e RIC), et passe deux années en service en Chine où il sert comme garde de l'ambassade. En 1938, il est muté au Congo puis en Oubangui-Chari.

### Seconde Guerre mondiale
Sous-officier au Tchad au moment de la débâcle, Denis Thiriat prend part, le 26 août 1940, au ralliement du Tchad à la France libre. Affecté au Bataillon de Marche no 1 sous le commandement du capitaine Massu, il prend part à la conquête du Fezzan de décembre 1942 à juin 1943.
De juin 1943 à avril 1944, il se bat en Tunisie après avoir rejoint les rangs du Bataillon de Marche no 5 (BM 5) au sein de la 1ère Division française libre.
Ensuite, c'est le débarquement à Naples, le 21 avril 1944, et les durs combats des lignes « Gustav » et « Hitler ». Le 24 mai, l'adjudant Thiriat se distingue en ramenant dans les lignes françaises le chef de bataillon Langlois, grièvement blessé par des éclats d'obus, ce qui lui vaut une citation à l'ordre de l'armée. Il est lui-même grièvement blessé le lendemain à Monte Marone par des éclats d'obus.
Il rejoint son unité sans même prendre de jours de convalescence et participe au débarquement en Provence le 16 août 1944 à Cavalaire. Il s'illustre au cours de la prise de Toulon quand, le 20 août, il atteint l'un des premiers le Mont Redon, clef de voûte du système défensif allemand au nord de Hyères, faisant de nombreux prisonniers.
Il poursuit les combats avec son unité par la remontée du Rhône, les Vosges, l'Alsace et le Rhin. Chef de groupe, il contraint, dans la nuit du 20 janvier 1945 dans les Bois de l'Illwald en Alsace, une patrouille allemande à la fuite, lui infligeant de lourdes pertes.
Denis Thiriat repousse brillamment une tentative de coup de force sur ses groupes installés aux avant-postes à Orschwiller (Bas-Rhin). Bien qu'ayant contracté, le 25 janvier, un début de gelure aux pieds, il refuse de se faire évacuer pour terminer l'attaque en cours à Gerstheim.
Il termine la guerre dans la région des Alpes où il reprend son activité de patrouilleur et, le 14 avril, il organise rapidement une patrouille pour bondir sur les traces d'un gros détachement ennemi infiltré dans le dispositif allié à la faveur de la nuit. Prenant la tête de son groupe pour le franchissement d'une zone suspecte, il saute sur une mine et est très grièvement blessé.
Amputé de la cuisse gauche, c'est à l'hôpital de Beaulieu où il a du être évacué qu'il apprend la capitulation de l'Allemagne.

### Fin de vie
Denis Thiriat est décédé le 9 octobre 1998 à Pont-Audemer dans l'Eure. Il a été incinéré à Evreux.

## Décorations et honneurs
- Commandeur de la Légion d'honneur
- Compagnon de la Libération par décret du 17 novembre 1945[1]
- Médaille militaire
- Croix de guerre 1939–1945 (3 citations)
- Médaille de la Résistance française par décret du 24 avril 1946[2]
- Médaille coloniale avec agrafes « AFL », « Fezzan », « Tunisie »
- Bronze Star Medal (USA)

Une plaque commémorative lui est dédiée au pied du monument aux morts de Verneuil-sur-Avre.